# ملنژسترول استات
ملنژسترول استات (به انگلیسی: Melengestrol acetate) با فرمول شیمیایی C۲۵H۳۲O۴ یک ترکیب شیمیایی با شناسه پاب‌کم ۲۵۰۹۴۸ است. که جرم مولی آن ۳۹۶٫۵۲ g/mol می‌باشد.